# Iwan Chołodow

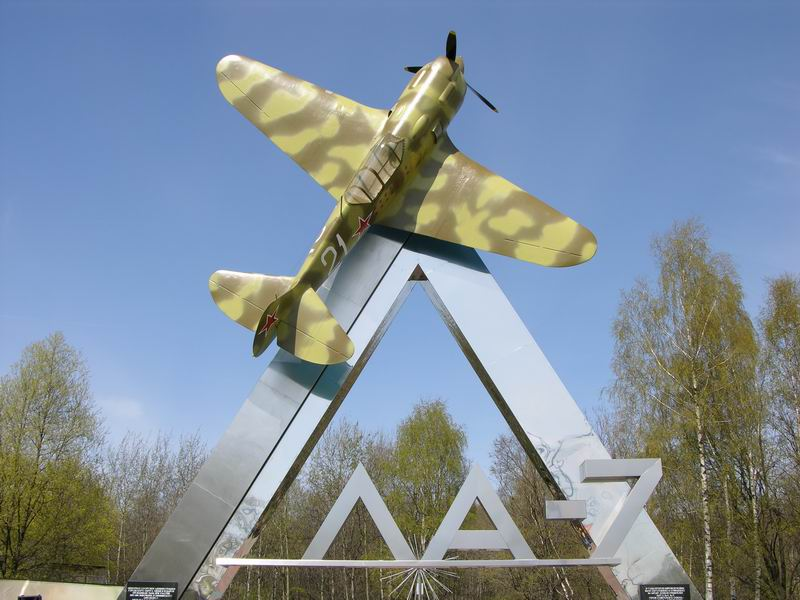
Ła-7, na takich samolotach latał Chołodow w 111 gwardyjskim pułku myśliwskim

Iwan Michajłowicz Chołodow, ros. Иван Михайлович Холодов (ur. 30 czerwca 7 czerwca?/20 czerwca 1915, zm. 29 stycznia 1992) – radziecki pilot, as myśliwski okresu II wojny światowej.

## Życiorys
Urodził się we wsi Aleksandrowka w obwodzie wołgogradzkim. Ukończył 7-klasowa szkołę podstawową. W 1934 został powołany do Armii Czerwonej, trzy lata później ukończył Wojskową Szkołę Lotniczą w Stalingradzie. Brał udział w inwazji na Polskę oraz w wojnie zimowej. Od czerwca 1941 służył na froncie wojny z Niemcami. W lutym 1942, w stopniu starszego lejtnanta był zastępcą dowódcy eskadry 28 pułku myśliwskiego, do tego czasu wykonał 225 lotów bojowych, uczestniczył w 21 walkach lotniczych i zestrzelił 6 samolotów wroga. 4 marca 1942 otrzymał tytuł Bohatera Związku Radzieckiego wraz z orderem Lenina i złotą gwiazdą o numerze 664. Jesienią 1942 został dowódcą eskadry 434 pułku myśliwskiego (32 pułku gwardyjskiego).
6 marca 1943 wystartował na czele 4 Jaków-1B na osłonę grup uderzeniowych w okolicach Diemianska. Nad linią frontu lotnicy radzieccy dostrzegli 6 messerschmittów Bf 109 oraz 4 Focke-Wulfy Fw 190, Niemcy zaatakowali wykorzystując przewagę liczebną. Jeden Focke-Wulf wszedł na ogon Jaka pilotowanego przez A. Makarowa. Chołodow rzucił się na pomoc podkomendnemu i otworzył ogień do Fw 190 z dużej odległości, lecz Niemiec uparcie kontynuował atak. W tej sytuacji Chołodow zwiększył prędkość, zbliżył się do myśliwca Luftwaffe i staranował jego ogon. Focke-Wulf rozbił się o ziemię ze swoim pilotem, asem Hansem Beisswengerem. Chołodow z największym trudem otworzył owiewkę i wyskoczył na spadochronie.
W listopadzie 1943 został dowódcą 111 gwardyjskiego pułku myśliwskiego wyposażonego w myśliwce Ła-7. Po wojnie nadal dowodził tą jednostką. W 1958 ukończył Wyższy kurs w Akademii Wojskowej Sztabu Generalnego. W 1970, w randze generała majora przeniesiony w stan spoczynku. Zamieszkał w Moskwie. Pracował jako szef działu personalnego Obrony Cywilnej Moskwy.
Podczas II wojny światowej zniszczył 26 samolotów wroga indywidualnie i 7 zespołowo w 480 lotach bojowych.
Iwan Chołodow zmarł 29 stycznia 1992, został pochowany na cmentarzu Trojekurowskim w Moskwie.

## Odznaczenia
- Medal „Złota Gwiazda” Bohatera Związku Radzieckiego
- Order Lenina
- Order Czerwonego Sztandaru – pięciokrotnie
- Order Wojny Ojczyźnianej – dwukrotnie
- Order Czerwonej Gwiazdy – dwukrotnie
- Order Suworowa III klasy
- Order Aleksandra Newskiego I klasy
- Order Czerwonego Sztandaru Pracy